# Мавзолей Алаша-хана
Мавзолей (кумбез) Алаша-хана (каз. Алаша хан күмбезі) — памятник архитектуры Казахстана X—XI веков, расположенный в Улытауском районе Улытауской области в 2 км к юго-юго-западу от села Малшыбай на правом берегу реки Каракенгир.

## Архитектура
Архитектор мавзолея неизвестен. В плане мавзолей Алаша-хана имеет форму прямоугольника размерами 9,73×11,9 м, высота 10 м. Здание было построено из кирпича, лишь для оформления оконных проёмов и дверей было использовано дерево.
В центре главного фасада имеется двухстворчатая дверь, за которой размещена глубокая двухарочная ниша, обрамлённая несколько углублённой двухцветной полосой и украшенная фигурными кирпичами.
С двух сторон фасада установлены шестигранные колонны, каждая из которых опирается на три полушария, из которых два — целые, а третье служит основанием колонны. Этот стиль очень редко встречается в архитектуре Средней Азии.
В мавзолей ведёт дверь высотой 2 м, шириной 1,2 м. Стены мавзолея укреплены восемью подпорами; купол опирается на 16-гранный барабан, вокруг которого расположена круговая галерея.
На юго-западной стороне от мавзолея расположено современное надгробие с надписью на кириллице и древнетюркском.

## Исследование и защита
Наиболее ранние сведения о памятнике связаны с данными российских путешественников, топографов, военных. Мавзолей упоминается в статье Чокана Валиханова «О киргиз-кайсацких могилах (молах) и древностях вообще». Свидетельства о мавзолее и его почитаемости среди местного населения приводятся у Ю. А. Шмидта, Н. И. Красовского, в 18 томе «Полного географического описания России».
В 1982 году мавзолей Алаша-хана был включен в список памятников истории и культуры Казахской ССР республиканского значения и взят под охрану государства.